# Liste der Biografien/Poh
Liste der Biografien |
Portal Biografien |
Personensuche
# |
A |
B |
C |
D |
E |
F |
G |
H |
I |
J |
K |
L |
M |
N |
O |
P |
Q |
R |
S |
T |
U |
V |
W |
X |
Y |
Z |
?
 
Pa |
Pc |
Pe |
Pf |
Ph |
Pi |
Pj |
Pk |
Pl |
Pm |
Pn |
Po |
Pr |
Ps |
Pt |
Pu |
Pv |
Pw |
Py
 
Poa |
Pob |
Poc |
Pod |
Poe |
Pof |
Pog |
Poh |
Poi |
Poj |
Pok |
Pol |
Pom |
Pon |
Poo |
Pop |
Por |
Pos |
Pot |
Pou |
Pov |
Pow |
Pox |
Poy |
Poz
Die Liste der Biografien führt alle Personen auf, die in der deutschsprachigen Wikipedia einen Artikel haben. Dieses ist eine Teilliste mit 433 Einträgen von Personen, deren Namen mit den Buchstaben „Poh“ beginnt.

## Poh
- Poh Hoon Seng, Simon (* 1963), malaysischer Geistlicher, römisch-katholischer Erzbischof in Kuching

### Poha
- Pöhacker, Franz (1927–2021), österreichischer Bildhauer
- Pohamba, Hifikepunye (* 1935), namibischer Politiker
- Pohamba, Penehupifo (* 1948), namibische First Lady
- Pohan, Jan (1930–2015), tschechoslowakischer bzw. tschechischer Schauspieler
- Pohanka, Markus (* 1974), österreichischer Fernsehmoderator
- Pohanka, Reinhard (* 1954), österreichischer Archäologe und Buchautor
- Pohánková, Mia (* 2008), slowakische Tennisspielerin
- Pohar, Andrej (* 1974), slowenischer Badmintonspieler
- Pohar, Danče (* 1944), slowenischer Badmintonspieler
- Pohar, Maja (* 1976), slowenische Badmintonspielerin und Wissenschaftlerin

### Pohe
- Poher Rasmussen, Jonas (* 1981), dänisch-französischer Filmregisseur und Drehbuchautor
- Poher, Alain (1909–1996), französischer Präsident des Senats, Interimspräsident Frankreichs, MdEPAlain Poher (1909–1996)

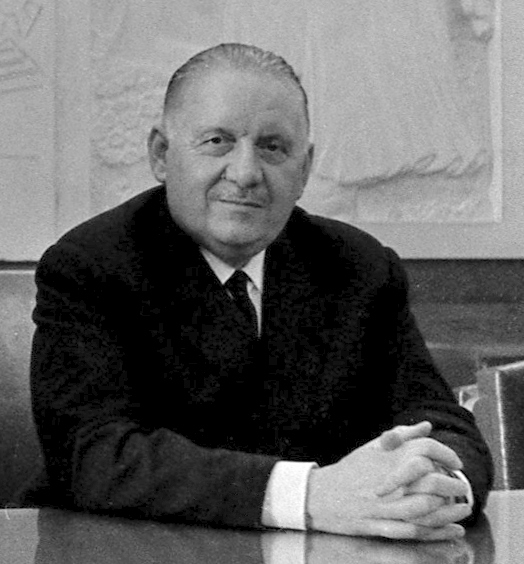
Alain Poher (1909–1996)

### Pohi
- Pohio, Nathan (* 1970), neuseeländischer Konzeptkünstler, Fotograf, Video- und Installationskünstler
- Pohiva, ʻAkilisi (1941–2019), tongaischer Politiker

### Pohj
- Põhjala, Priit (* 1982), estnischer Semiotiker und Kinderbuchautor
- Pohjamo, Samuli (* 1950), finnischer Politiker, MdEP
- Pohjanen, Anna (* 1974), schwedische Fußballspielerin
- Pohjanpää, Arvi (1887–1959), finnischer Turner
- Pohjanpää, Elina (1933–1996), finnische Schauspielerin
- Pohjanpalo, Joel (* 1994), finnischer FußballspielerJoel Pohjanpalo (* 1994)

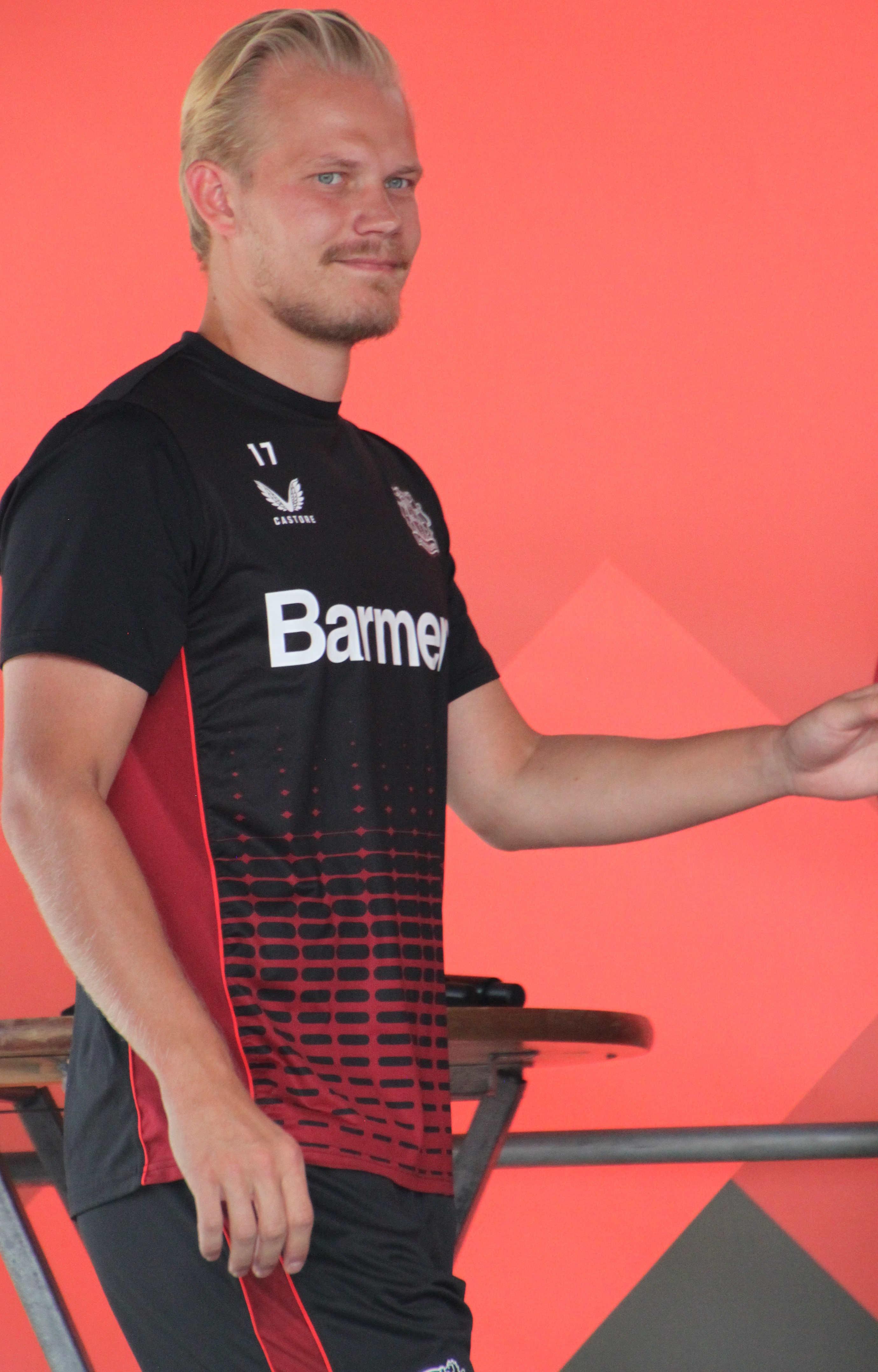
Joel Pohjanpalo (* 1994)

- Pohjola, Arttu (* 2001), finnischer Skispringer
- Pohjola, Mika (* 1971), finnischer Jazz-Pianist und Komponist
- Pohjola, Pekka (1952–2008), finnischer E-Bassist
- Pohjola, Verneri (* 1977), finnischer Jazzmusiker
- Pohjolainen, Jesper (* 2001), finnischer Skirennläufer
- Pohjolainen, Rosa (* 2003), finnische Skirennläuferin
- Pohjonen, Aarne (1886–1938), finnischer Turner
- Pohjonen, Kimmo (* 1964), finnischer Akkordeonist

### Pohl
- Pohl, Adolf (1872–1930), österreichischer Bildhauer und Kunstgewerbler
- Pohl, Adolf (1927–2018), deutscher baptistischer Theologe, Seminardirektor und Autor
- Pohl, Alex (* 1977), deutscher Schriftsteller
- Pohl, Alfred (1890–1961), deutscher Altorientalist und Jesuit
- Pohl, Alfred (1928–2019), deutscher Graphiker
- Pohl, Ana Catalina (* 2005), deutsche Taekwondoin
- Pohl, André (* 1956), deutscher Schauspieler
- Pohl, Andreas (* 1964), deutscher Unternehmer
- Pohl, Anja (* 1967), deutsche Filmeditorin
- Pohl, Anton (1870–1939), österreichischer Konsumgenossenschafter
- Pohl, Anton (1889–1982), österreichischer Berufssoldat
- Pohl, Arthur (1898–1967), deutscher Politiker (DP), MdBB
- Pohl, Arthur (1900–1970), deutscher Filmregisseur und Drehbuchautor
- Pohl, Babette (* 1971), deutsche Juristin und Richterin am Bundesgerichtshof
- Pohl, Bernhard (* 1964), deutscher Politiker (Freie Wähler), MdLBernhard Pohl (* 1964)

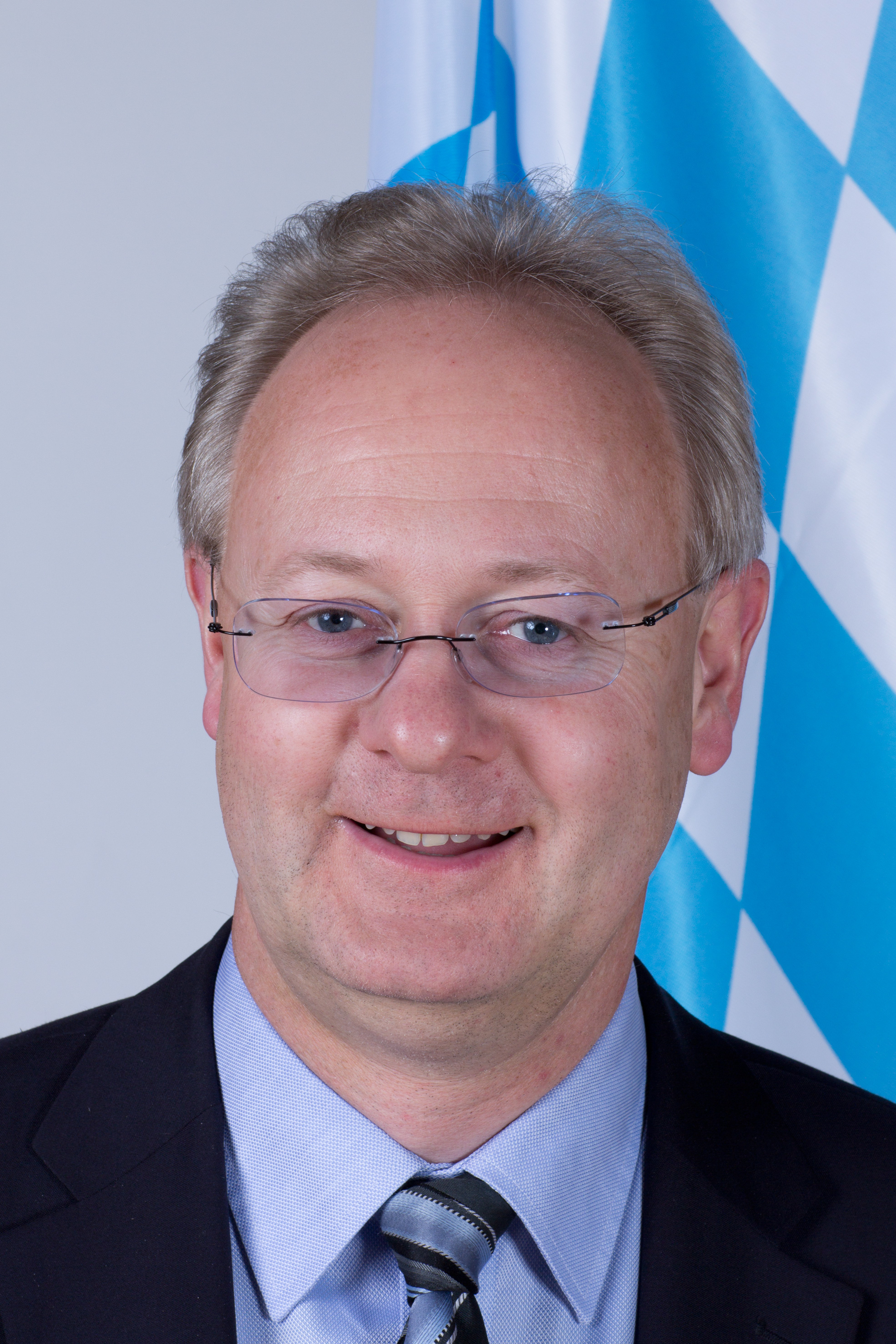
Bernhard Pohl (* 1964)

- Pohl, Bertram (* 1871), deutscher Politiker (VRP), MdL
- Pohl, Birgit (1954–2022), deutsche Sportlerin
- Pohl, Carl Ferdinand (1819–1887), deutsch-österreichischer Musikhistoriker, Archivar und Komponist
- Pohl, Carolin (* 1978), deutsche Schauspielerin
- Pohl, Carsten (* 1965), deutscher Basketballtrainer
- Pohl, Charly, deutscher Fußballspieler und -trainer
- Pohl, Chris (* 1972), deutscher MusikerChris Pohl (* 1972)

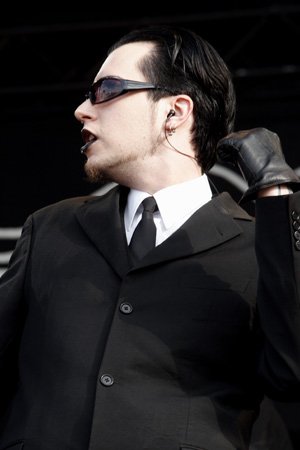
Chris Pohl (* 1972)

- Pohl, Christian A. (* 1975), deutscher Pianist, Klavierpädagoge und Autor
- Pohl, Christina (* 1965), deutsche Journalistin, Autorin, Podcasterin und Filmemacherin
- Pohl, Claus (* 1932), deutscher Gold- und Silberschmiedemeister
- Pohl, Cornelia, deutsche Fußballspielerin
- Pohl, Dan (* 1955), US-amerikanischer Golfsportler
- Pohl, Dennis (* 1986), deutscher Radrennfahrer
- Pohl, Dieter (1934–2020), deutscher Ingenieur, Heimatforscher und Verleger
- Pohl, Dieter (* 1938), deutsch-schweizerischer Experimentalphysiker
- Pohl, Dieter (* 1964), deutscher Historiker und Hochschullehrer
- Pohl, Dietmar (* 1943), deutscher Fußballspieler
- Pohl, Dietmar (* 1957), deutscher Radsportler (DDR)
- Pohl, Dietrich (* 1959), deutscher Diplomat
- Pohl, Eberhard (* 1953), deutscher Diplomat
- Pohl, Eldor (1857–1935), deutscher Politiker (DDP); Oberbürgermeister und Ehrenbürger von Tilsit, Verwaltungschef in Wilna
- Pohl, Emil (1824–1901), deutscher Schriftsteller, Schauspieler und Theaterdirektor
- Pohl, Emitis (* 1973), deutsch-iranische Unternehmerin, Autorin und TV-Darstellerin
- Pohl, Erich (1894–1948), deutscher Fußballspieler
- Pohl, Erich (1904–1968), deutscher Fotograf
- Pohl, Erich (1917–2002), deutscher Politiker (CDU), MdL
- Pohl, Ernst (1876–1962), deutscher Medizintechniker
- Pohl, Ernst (1932–1995), polnischer FußballspielerErnst Pohl (1932–1995)

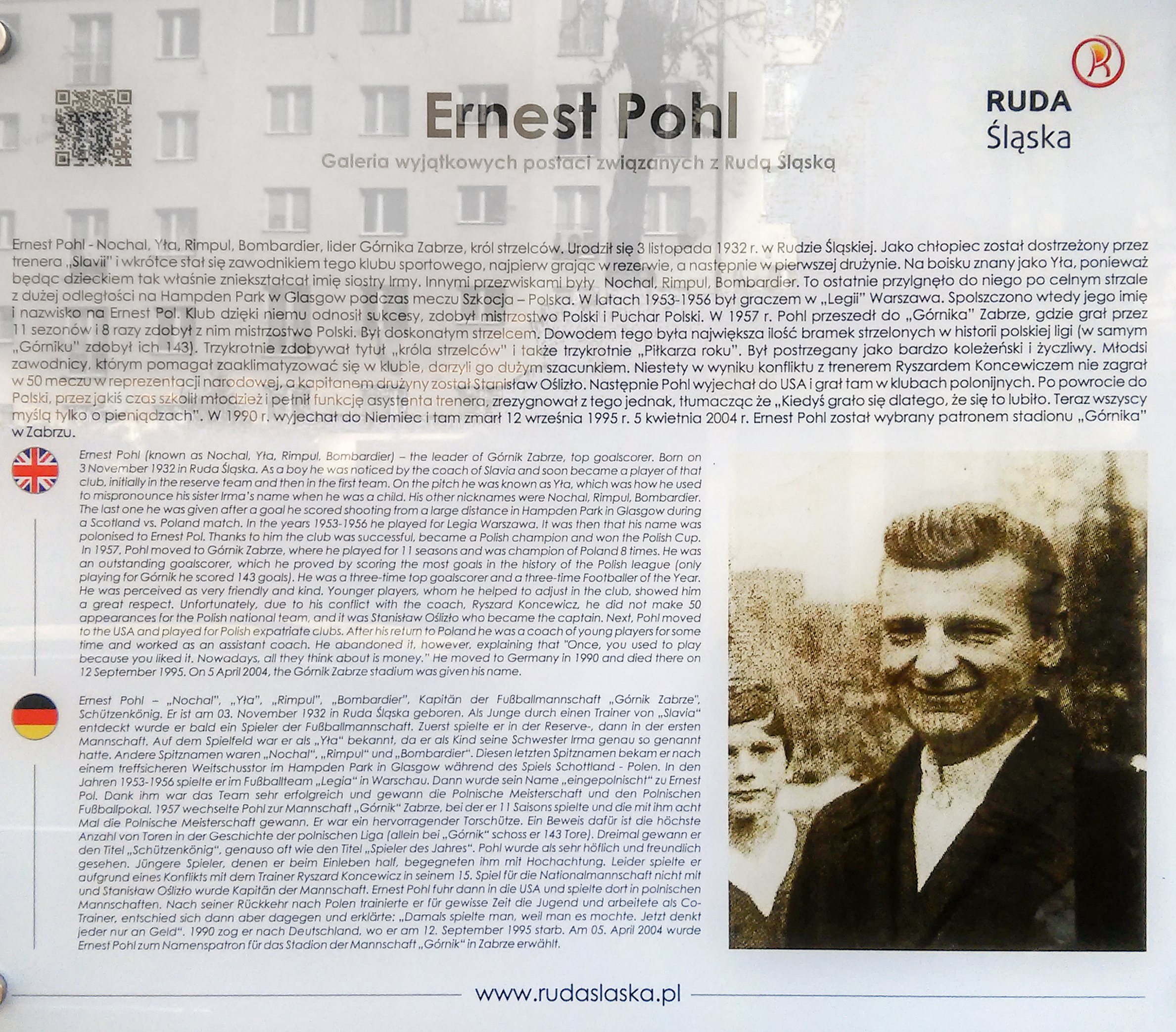
Ernst Pohl (1932–1995)

- Pohl, Erwin (1914–2013), deutscher Hinterglaskünstler und Glasdesigner
- Pohl, Eugenia (1923–2003), deutsche Aufseherin im Jugendverwahrlager Litzmannstadt
- Pohl, Eva (* 1937), deutsche Politikerin (FDP), MdB
- Pohl, Ferry (* 1911), deutsch-österreichischer nationalsozialistischer Funktionär
- Pohl, Franz (1896–1988), deutscher Botaniker und Hochschullehrer
- Pohl, Frederik (1919–2013), US-amerikanischer SchriftstellerFrederik Pohl (1919–2013)

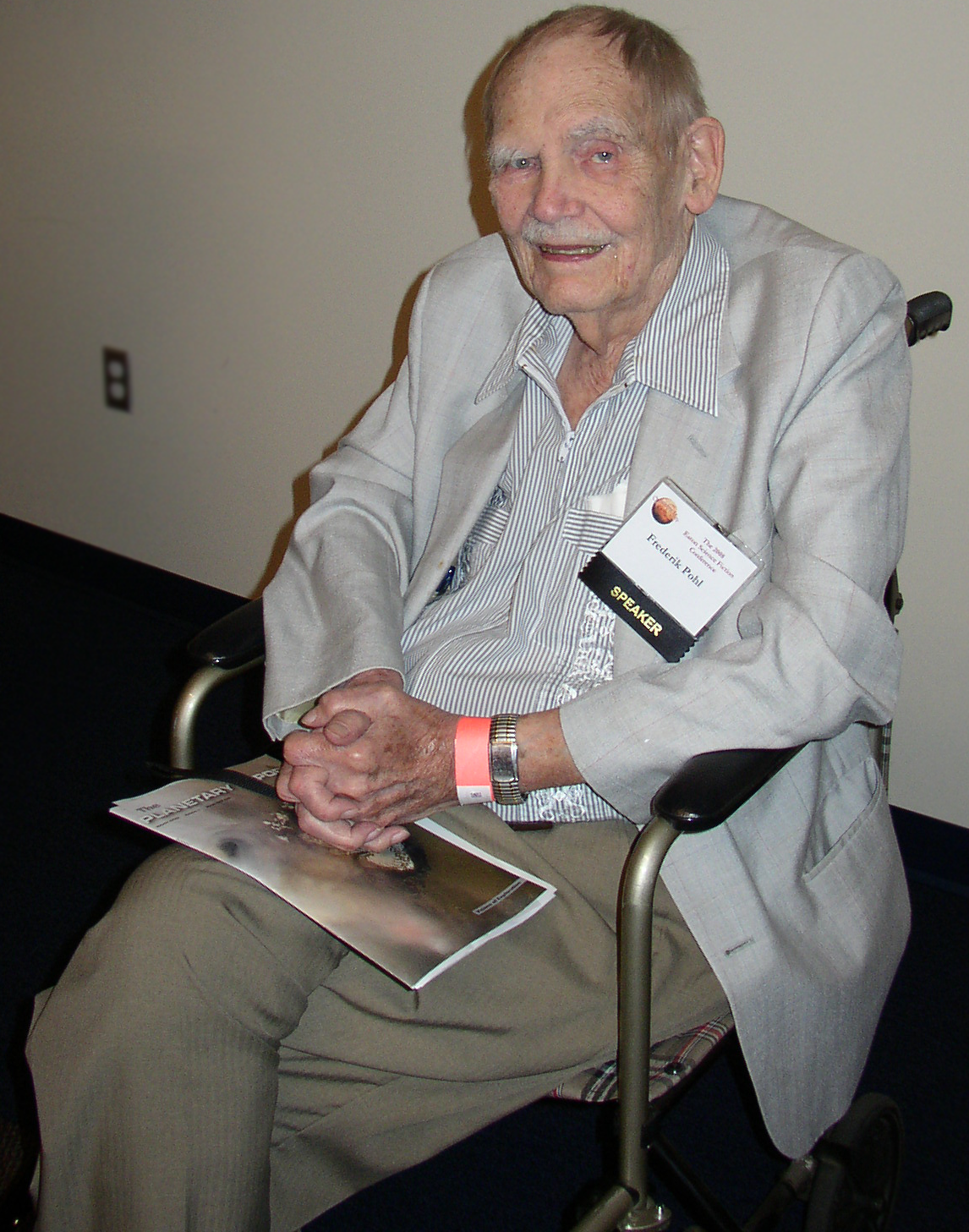
Frederik Pohl (1919–2013)

- Pohl, Friedrich (1768–1850), deutscher Agrarwissenschaftler
- Pohl, Friedrich (1828–1877), deutscher Tänzer
- Pohl, Friedrich (1868–1950), deutscher Offizier, zuletzt Konteradmiral der Kaiserlichen Marine
- Pohl, Friedrich (* 1963), deutscher Bienenwissenschaftler
- Pohl, Georg (1805–1868), Jurist und Mitglied der kurhessischen Ständeversammlung
- Pohl, Georg Friedrich (1788–1849), deutscher Naturwissenschaftler und Naturphilosoph
- Pohl, Gerd J. (* 1970), deutscher Puppen- und Schauspieler
- Pohl, Gerhard (1937–2012), deutscher Politiker (CDU), MdV und Unternehmer
- Pohl, Gerhart (1902–1966), deutscher Schriftsteller und Lektor
- Pohl, Günter (1938–2019), deutscher Politiker (SPD), MdL
- Pohl, Gunther (* 1941), deutscher Flötist und Musikprofessor
- Pohl, Gustav (1835–1907), Hamburger Kaufmann, MdHB
- Pohl, Hannah (* 1994), deutsche Badmintonspielerin
- Pöhl, Hans (1876–1930), estnischer Politiker, Mitglied des Riigikogu
- Pohl, Hans (1935–2019), deutscher Wirtschaftshistoriker
- Pohl, Hans (* 1939), deutscher Politiker (SPD)
- Pohl, Hans Georg (1852–1928), deutscher Jurist und Politiker (FVp), MdR
- Pohl, Hans-Joachim (* 1931), deutscher Physiker und früheres Mitglied der Volkskammer der DDR
- Pohl, Hans-Joachim (* 1959), deutscher Radrennfahrer (DDR)
- Pohl, Hans-Jürgen (* 1952), deutscher Fußballspieler
- Pohl, Hans-Peter (* 1965), deutscher Nordischer Kombinierer
- Pohl, Hartmut (* 1953), deutscher Informatiker und Hochschullehrer
- Pohl, Heinrich (1883–1931), deutscher Jurist, Völkerrechtler und Hochschullehrer
- Pohl, Heinz-Dieter (* 1942), österreichischer Sprachwissenschaftler, Namenforscher, Hochschullehrer und Autor
- Pohl, Helga (1921–1963), österreichische Schriftstellerin (Jugendliteratur)
- Pohl, Helmut (1943–2014), deutscher Terrorist der Rote Armee Fraktion
- Pohl, Helmut Ortwin (1901–1997), österreichischer SS-Führer und Täter des Holocaust
- Pohl, Herbert (1916–2010), deutscher Fußballspieler und -trainer
- Pohl, Herbert (* 1933), deutscher Polizeioffizier der Volkspolizei
- Pohl, Herbert (* 1941), deutscher Brigadegeneral der Bundeswehr
- Pohl, Hermann, deutscher Fußballspieler
- Pohl, Hertha (1889–1954), deutsche Schriftstellerin
- Pohl, Hildegard, deutsche Pianistin und Klavierpädagogin
- Pohl, Holger M. (1959–2022), deutscher Autor von Phantastik und Kolumnist
- Pohl, Horst (1923–2013), deutscher Kommunalpolitiker, Oberbürgermeister von Gera
- Pohl, Horst (* 1944), deutscher Fußballspieler und -trainer
- Pohl, Hugo von (1855–1916), deutscher Admiral im Ersten Weltkrieg
- Pohl, Ilse (1907–2010), deutsche Schriftstellerin
- Pohl, Ines (* 1967), deutsche JournalistinInes Pohl (* 1967)

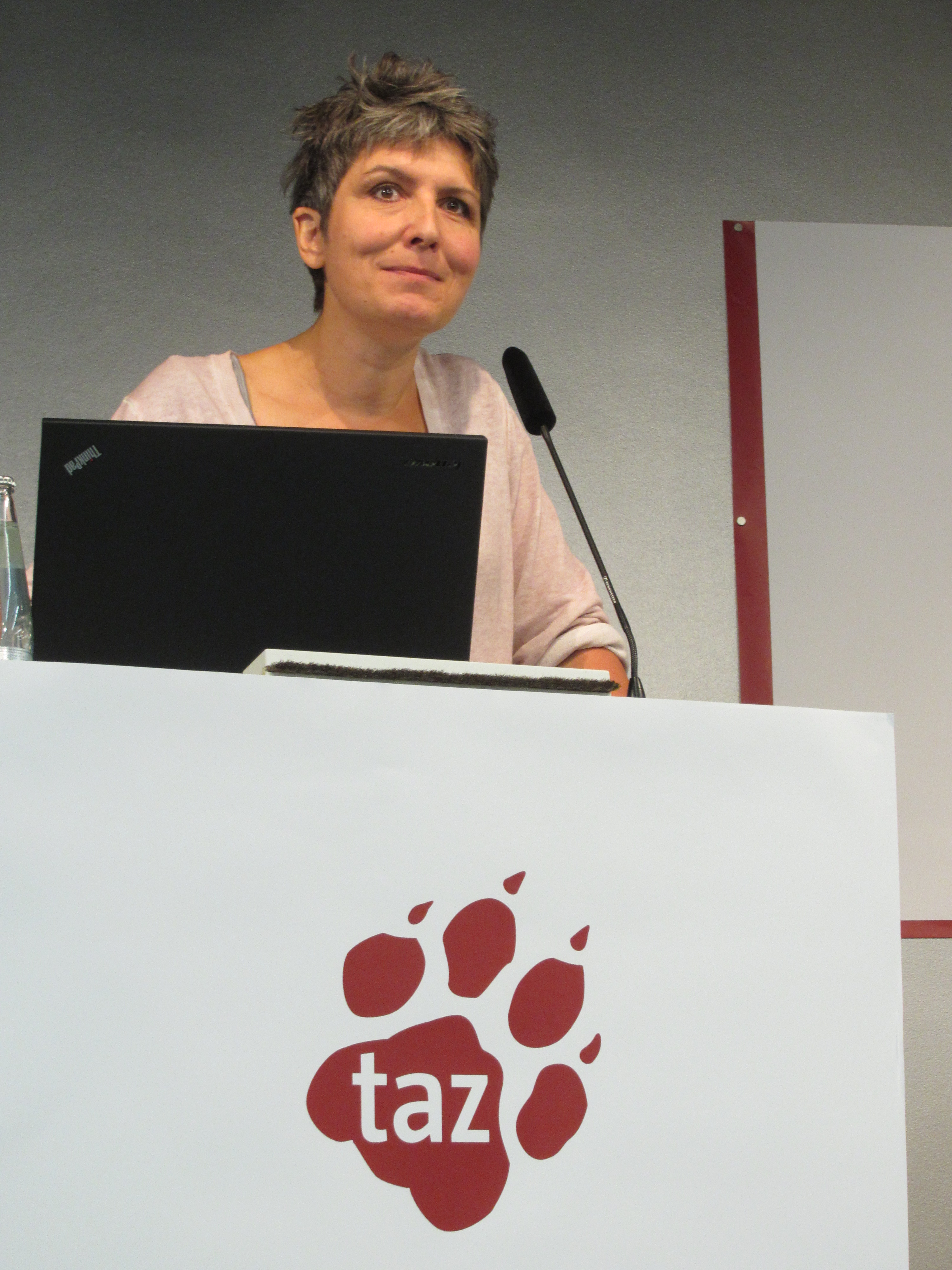
Ines Pohl (* 1967)

- Pohl, Inge (1940–2011), deutsche Politikerin (CDU)
- Pohl, Inge C. (* 1941), österreichische bildende Künstlerin und Kunstpädagogin
- Pohl, Isabell (* 1975), deutsche Vertreterin der neonazistischen Freien Kameradschaften in Thüringen
- Pohl, Jacques (1850–1926), österreichischer Opernsänger (Bass) und Opernregisseur
- Pohl, Jacques (1909–1993), belgischer Romanist und Sprachwissenschaftler
- Pohl, James L., US-amerikanischer Militärrichter
- Pohl, Jan (* 1982), deutscher Schauspieler
- Pohl, Jannik (* 1996), dänischer Fußballspieler
- Pohl, Johann (1842–1913), österreichischer Agrarwissenschaftler
- Pohl, Johann (* 1867), deutscher Ringer
- Pohl, Johann Baptist Emanuel (1782–1834), österreichischer Botaniker
- Pohl, Johann Christoph (1706–1780), deutscher Mediziner
- Pohl, Johann Ehrenfried (1746–1800), deutscher Botaniker und Pathologe
- Pohl, Johann Wenzel (1720–1790), tschechischer Sprachwissenschaftler
- Pohl, Johannes (1904–1960), deutscher Priester, Nationalsozialist, Judaist, Hebraist und Bibliothekar
- Pohl, Johannes Dreyer (* 1905), südafrikanischer Botschafter
- Pohl, John (* 1979), US-amerikanischer Eishockeyspieler
- Pohl, Jörg (* 1979), deutscher SchauspielerJörg Pohl (* 1979)

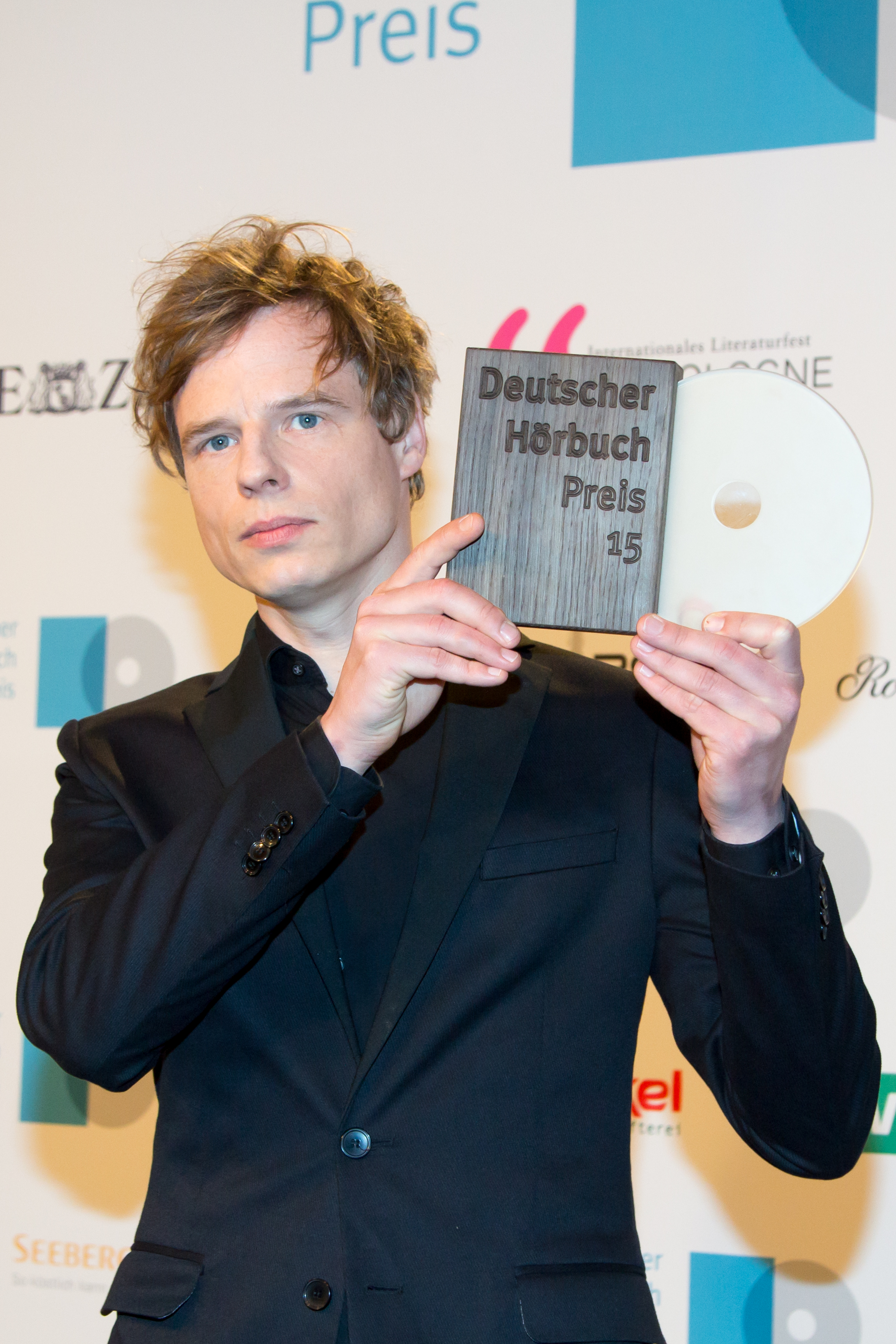
Jörg Pohl (* 1979)

- Pohl, Josef (1825–1900), österreichischer Chemiker
- Pohl, Julius (1830–1909), deutscher Geistlicher und Lyriker
- Pohl, Julius (1861–1942), deutscher Pharmakologe und Biochemiker
- Pohl, Jürgen (1954–2014), deutscher Geograph und Hochschullehrer
- Pohl, Jürgen (* 1964), deutscher Politiker (AfD), MdB
- Pohl, Jürgen (* 1970), deutscher Facharzt für Innere Medizin, Gastroenterologe
- Pohl, Kai (* 1964), deutscher Dichter
- Pohl, Kalle (* 1951), deutscher Musiker und KomikerKalle Pohl (* 1951)

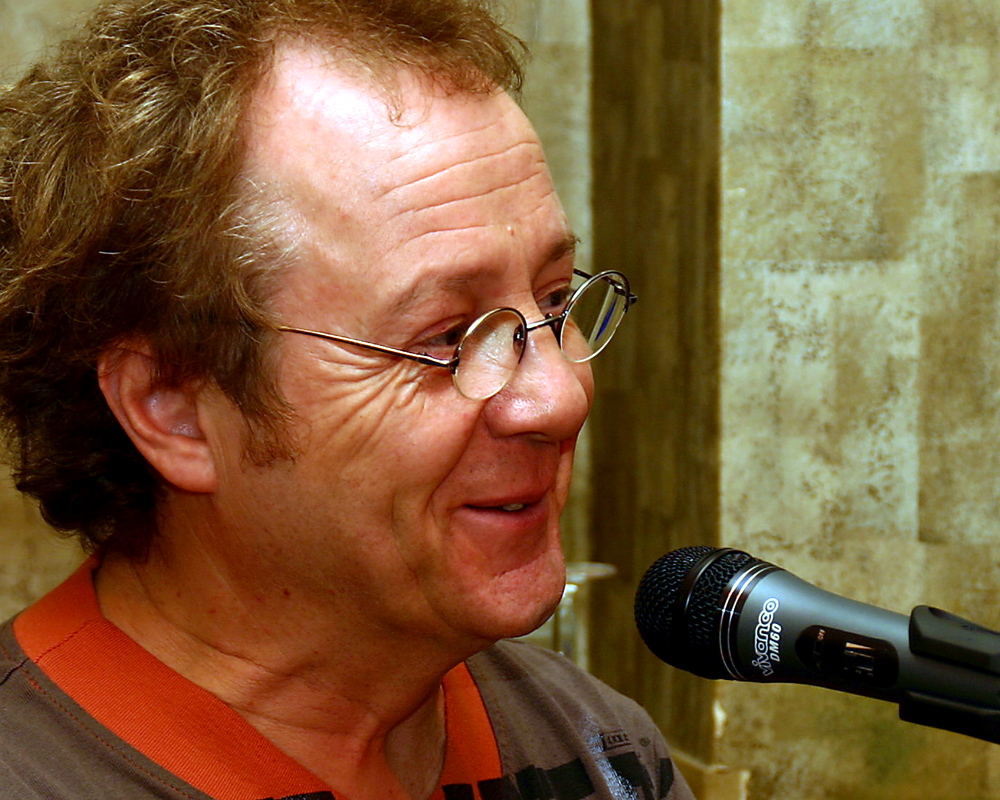
Kalle Pohl (* 1951)

- Pohl, Karl (1873–1944), deutscher Jurist, Bürgermeister und Landrat
- Pohl, Karl Heinrich (* 1943), deutscher Historiker und Geschichtsdidaktiker
- Pöhl, Karl Otto (1929–2014), deutscher Bankier und Beamter, Präsident der deutschen Bundesbank
- Pohl, Karl-Heinz (* 1945), deutscher Sinologe
- Pohl, Kerstin (* 1967), deutsche Politikdidaktikerin
- Pohl, Klaus (1883–1958), österreichischer Schauspieler
- Pohl, Klaus (* 1941), deutscher Ringer
- Pohl, Klaus (* 1952), deutscher Schauspieler, Theaterregisseur und Dramatiker
- Pohl, Klaus (* 1960), deutscher Informatiker
- Pohl, Leon (* 2000), deutscher Volleyballspieler
- Pohl, Leonhard (1929–2014), deutscher Sprinter und Olympiamedaillengewinner
- Pohl, Leopoldine (1924–1996), österreichische Politikerin (SPÖ), Mitglied des Bundesrates
- Pohl, Lothar (1925–1983), deutscher Linguist und Hochschullehrer
- Pohl, Lothar (1952–2023), deutscher Sänger
- Pohl, Lucie (* 1983), deutsche SchauspielerinLucie Pohl (* 1983)

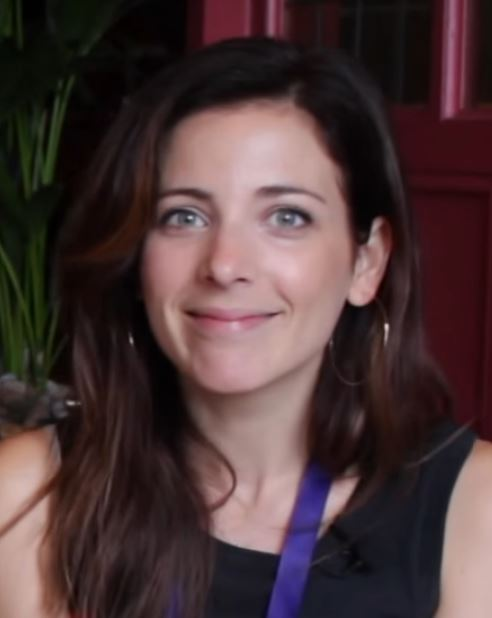
Lucie Pohl (* 1983)

- Pohl, Ludwig (1932–2020), deutscher Chemiker und Physikochemiker
- Pohl, Manfred (1943–2015), deutscher Japanologe
- Pohl, Manfred (* 1944), deutscher Historiker und Volkswirt
- Pohl, Margit (* 1957), österreichische Informatikerin
- Pohl, Marie (* 1979), deutsche Autorin
- Pohl, Martin (1930–2007), deutscher Schauspieler und Dichter
- Pohl, Martin (* 1961), italienischer Maler und Künstler
- Pohl, Martin (* 1981), deutscher Fußballspieler
- Pohl, Martina (* 1961), deutsche Chemikerin und Trägerin des „Deutschen Zukunftspreises“ 2002
- Pohl, Max (1855–1935), österreichischer Schauspieler
- Pohl, Max von (1842–1905), deutscher Politiker
- Pohl, Maximilian von (1893–1951), deutscher General der Flieger und Kommandierender General der Luftwaffe
- Pohl, Michael, Schweizer Ökonom und Hochschulprofessor
- Pohl, Michael (* 1943), deutscher Eisenhüttenkundler und emeritierter Professor für Werkstoffprüfung
- Pohl, Michael (* 1989), deutscher Leichtathlet
- Pohl, Michal (* 1990), tschechischer Grasskiläufer
- Pohl, Monika A., deutsche Sach- und Fachbuchautorin
- Pohl, Nathalie (* 1994), deutsche Extremschwimmerin
- Pohl, Nina (* 1968), deutsche Künstlerin und Kuratorin
- Pohl, Norbert (1935–2003), deutscher Grafiker und Holzgestalter
- Pohl, Norbert (* 1959), deutscher Fußballspieler
- Pohl, Norfried (1943–2020), deutsch-niederländischer Landschaftsarchitekt
- Pohl, Oswald (1892–1951), deutscher Politiker (NSDAP), MdR, SS-Obergruppenführer und Kriegsverbrecher, maßgeblich an der Durchführung des Holocaust beteiligtOswald Pohl (1892–1951)

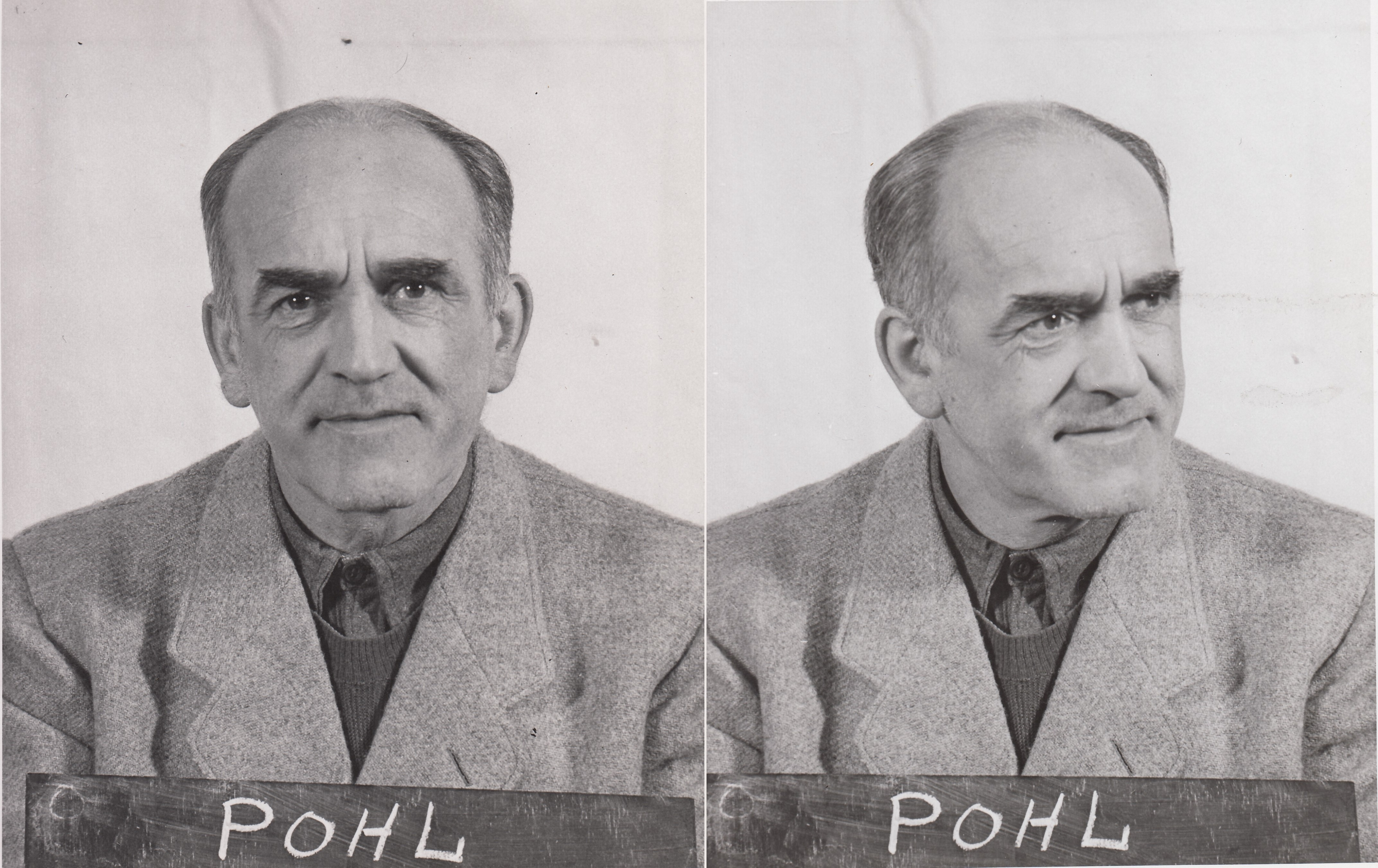
Oswald Pohl (1892–1951)

- Pohl, Ottilie (1867–1943), deutsche Politikerin und Widerstandskämpferin
- Pohl, Ottmar (1933–1991), deutscher Politiker (CDU), MdL
- Pohl, Otto (1872–1940), österreichischer Diplomat
- Pohl, Patrick (* 1990), deutscher Eishockeyspieler
- Pohl, Peter (* 1940), schwedischer Autor
- Pohl, Petr (* 1986), deutsch-tschechischer Eishockeyspieler
- Pohl, Randolf (* 1970), deutscher Physiker
- Pohl, Reimund (* 1952), deutscher Manager
- Pohl, Reinfried (1928–2014), deutscher Jurist und Unternehmer
- Pohl, Richard (1826–1896), deutscher Komponist und Musikschriftsteller
- Pohl, Robert (1850–1926), österreichischer Schriftsteller
- Pohl, Robert (1869–1956), deutscher Lehrer und Heimatkundler
- Pohl, Robert Otto (1929–2024), deutsch-amerikanischer Physiker
- Pohl, Robert von (1876–1947), österreichischer Berufssoldat
- Pohl, Robert Wichard (1884–1976), deutscher PhysikerRobert Wichard Pohl (1884–1976)

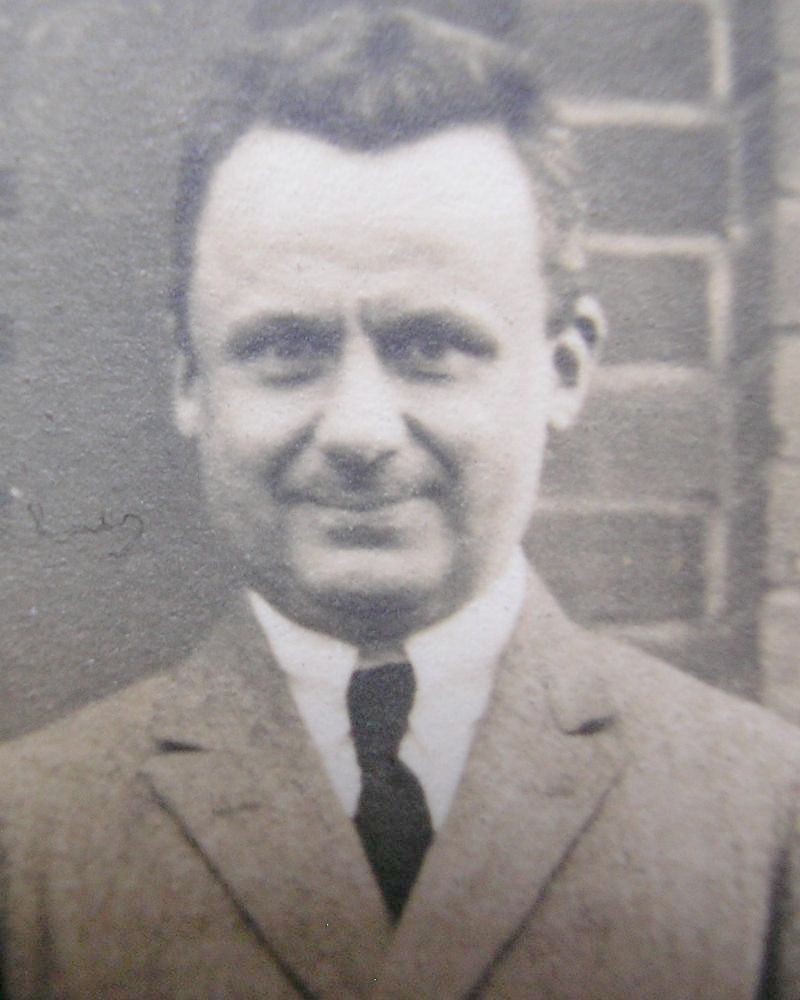
Robert Wichard Pohl (1884–1976)

- Pohl, Rolf (* 1951), deutscher Soziologe und Sozialpsychologe
- Pohl, Ronald (* 1965), österreichischer Theaterkritiker und Schriftsteller
- Pohl, Rüdiger (* 1945), deutscher Wirtschaftswissenschaftler und Hochschullehrer
- Pohl, Rudolf (1924–2021), deutscher Prälat und Kirchenmusiker sowie Domkapellmeister in Aachen
- Pohl, Sebastian (* 1983), deutscher Kurator und Street Art-Experte
- Pohl, Shannon (* 1980), US-amerikanische Badmintonspielerin
- Pohl, Siegfried (1943–1996), deutscher Chemiker
- Pohl, Sieghard (1925–1994), deutscher Maler, Grafiker und Publizist
- Pohl, Stefan (* 1978), deutscher Schwimmer
- Pohl, Stefan (* 1981), österreichischer Film- und TheaterschauspielerStefan Pohl (* 1981)

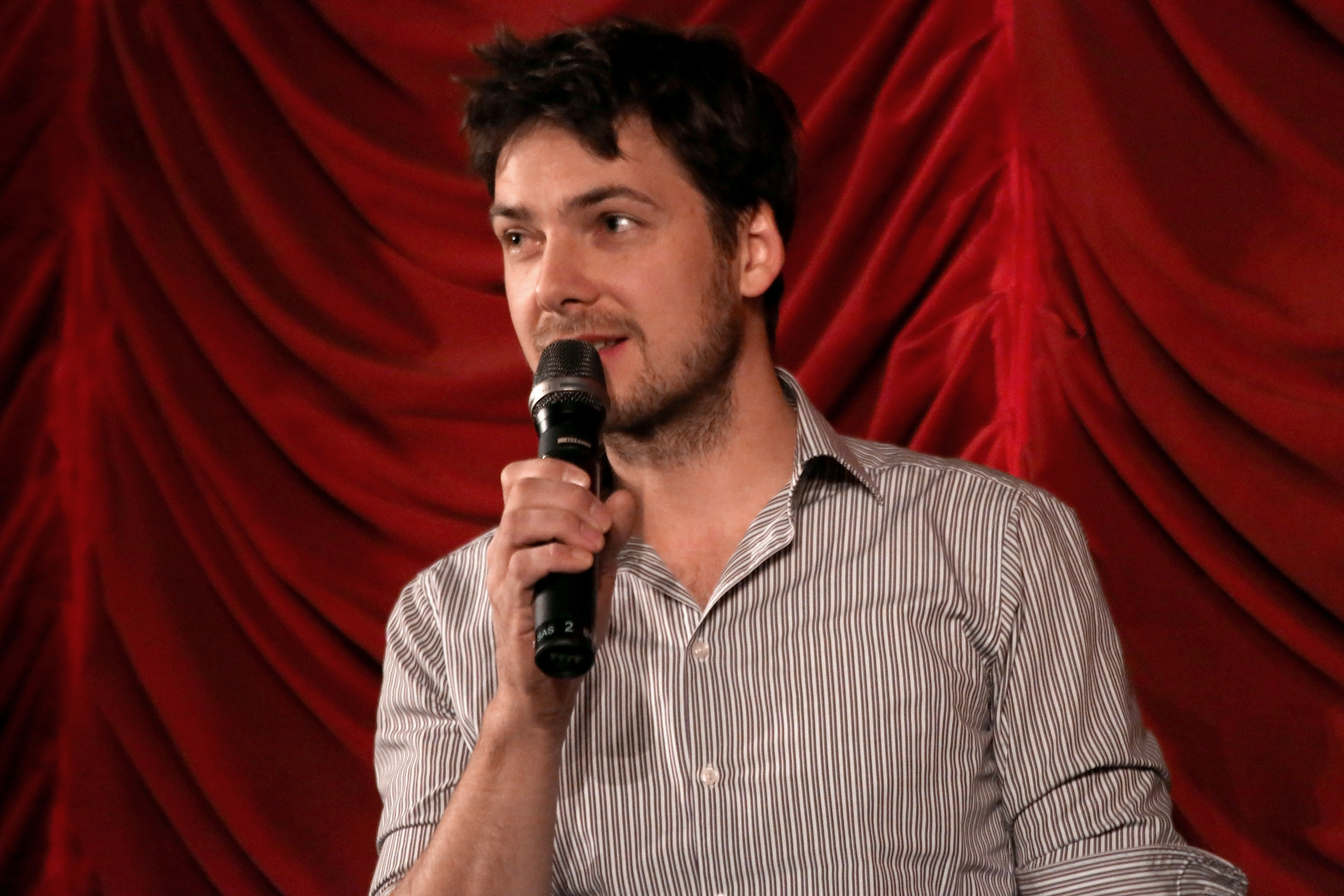
Stefan Pohl (* 1981)

- Pohl, Stefanie (* 1979), deutsche Fußballspielerin
- Pohl, Stephanie (* 1978), deutsche Beachvolleyballspielerin
- Pohl, Thomas (1967–2023), deutscher Schauspieler und Theaterregisseur
- Pohl, Udo (* 1955), deutscher Physiker und Hochschullehrer
- Pohl, Ulrich (* 1961), deutscher evangelischer Pfarrer und Autor
- Pohl, Uwe (* 1960), deutscher Fußballspieler
- Pohl, Wadsworth E. (1908–1990), US-amerikanischer Ingenieur, Erfinder und technischer Entwickler
- Pohl, Walter (* 1953), österreichischer Historiker
- Pohl, Werner (1909–1981), deutscher Tontechniker
- Pohl, Wilhelm (* 1759), Komponist
- Pohl, Wilhelm (1841–1909), deutscher Bildhauer
- Pohl, Wilhelm Friedrich (1828–1892), deutscher Parlamentarier und Gutsbesitzer im Fürstentum Reuß älterer Linie
- Pohl, Willi (1901–1988), deutscher Fußballspieler
- Pohl, Witta (1937–2011), deutsche Schauspielerin und HörspielsprecherinWitta Pohl (1937–2011)

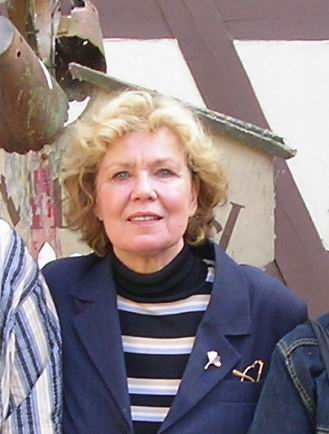
Witta Pohl (1937–2011)

- Pohl, Wladimir Iwanowitsch (1875–1962), deutsch-russischer Pianist, Komponist und Musikpädagoge
- Pohl, Wolfgang (1897–1962), deutscher Beamter und Manager
- Pohl, Wolfgang (* 1940), deutscher Politiker (SED, PDS), Volkskammerabgeordneter
- Pohl, Wolfgang (* 1943), deutscher bildender Künstler
- Pohl, Wolfgang (* 1953), deutscher Politiker (SPD), MdL in Brandenburg, Oberbürgermeister von Frankfurt (Oder) (1992–2002)
- Pohl, Wolfgang (* 1954), deutscher Fußballspieler
- Pohl-Hesse, Martin (* 1959), deutscher Komponist, Pianist, Klarinettist, Saxophonist, und Musikpädagoge
- Pohl-Laukamp, Sophus (1931–2008), deutscher Jurist und Politiker (CDU), MdL
- Pohl-Meiser, Viktoria (1858–1936), deutsch-österreichische Bühnenschauspielerin und Sängerin
- Pohl-Patalong, Uta (* 1965), deutsche Hochschullehrerin; Professorin für Praktische Theologie an der Universität Kiel
- Pohl-Rüling, Johanna (1918–2009), österreichische Physikerin
- Pohl-Ströher, Erika (1919–2016), deutsch-schweizerische Unternehmerin, Sammlerin und Mäzenin
- Pohl-Weber, Rosemarie (1926–1990), deutsche Bibliothekarin, Journalistin, Volkskundlerin und Museumsdirektorin in Bremen

#### Pohla
- Pohlack, Rosemarie (* 1953), deutsche Architektin und Denkmalpflegerin
- Pohlack, Thomas (1955–2021), deutscher Politiker (CDU), Oberbürgermeister von Meißen
- Pohlad, Bill, US-amerikanischer Filmproduzent und -regisseur
- Pohlan, Gottfried (1927–1989), deutscher Motorradrennfahrer
- Pohland, Carl Christian (1769–1847), Bürgermeister von Dresden (1814–1823)
- Pohland, Gustav von (1802–1889), deutscher Jurist
- Pohland, Hansjürgen (1934–2014), deutscher Filmregisseur und -produzent
- Pohland, Holger (* 1963), deutscher Leichtathlet
- Pohland, Lukas (* 2004), deutscher Marketing-KommunikationswirtLukas Pohland (* 2004)

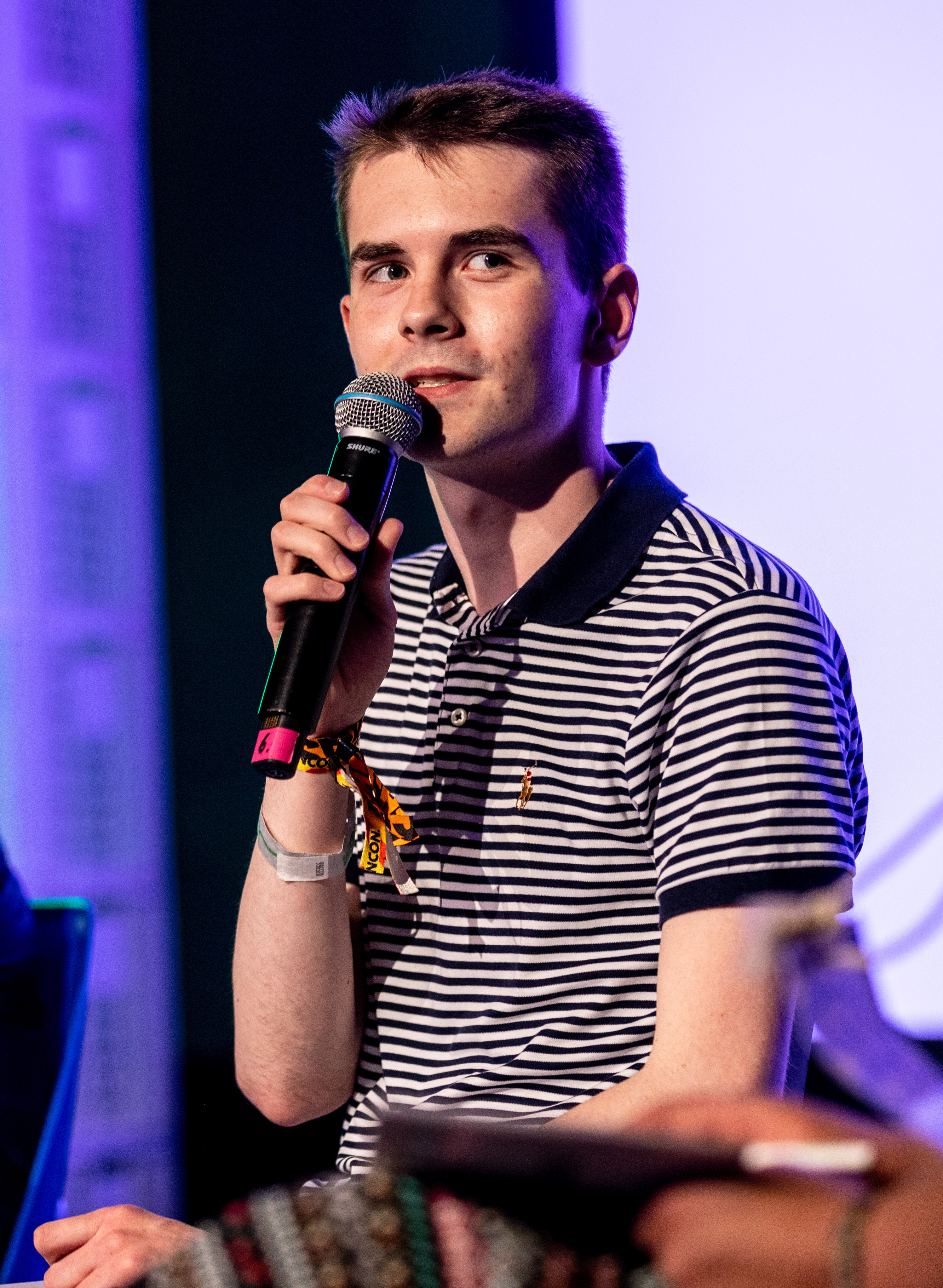
Lukas Pohland (* 2004)

- Pohland, Maik (* 1963), deutscher Fußballspieler
- Pöhland, Ralph (1946–2011), deutscher Nordischer Kombinierer
- Pöhlandt, Arthur (1900–1940), deutscher Maler

#### Pohle
- Pohle, Andreas (* 1981), deutscher Leichtathlet
- Pohle, Carl (1817–1883), deutscher Jurist und Politiker
- Pohle, Carla (1883–1962), deutsche Malerin
- Pohle, Caroline (* 1995), deutsche Triathletin
- Pohle, Christiane (* 1968), deutsche Schauspielerin und Regisseurin
- Pohle, Dagmar (* 1953), deutsche Politikerin (PDS/Die Linke)
- Pohle, David (1624–1695), deutscher Komponist
- Pohle, Emil (1885–1962), deutscher Architekt
- Pohle, Frank (* 1969), deutscher Historiker und Kulturwissenschaftler
- Pohle, Friedrich Wilhelm (1830–1892), deutscher Chronist und Kantor
- Pöhle, Georg (* 1994), deutscher Handballspieler
- Pohle, Gisela (* 1964), deutsche Behindertensportlerin (Tischtennis)
- Pohle, Hagen (* 1992), deutscher Geher
- Pohle, Hans (* 1916), deutscher Fußballspieler
- Pohle, Hans D (1931–2019), deutscher Mediziner
- Pohle, Harald (* 1950), deutscher Politiker (SPD), MdL
- Pohle, Helmut (1925–1994), deutscher Wirtschaftswissenschaftler
- Pohle, Hermann (1831–1901), deutscher Landschaftsmaler
- Pohle, Hermann (1892–1982), deutscher Mammaloge
- Pohle, Hermann Emil (1863–1914), deutscher Maler
- Pohle, Joseph (1852–1922), katholischer Dogmatiker, Hochschullehrer
- Pohle, Juliane (* 1991), deutsche Volleyballspielerin
- Pohle, Karl (1905–1969), deutscher Maler, Zeichner und Kunstpädagoge
- Pohle, Klaus (* 1937), deutscher Manager
- Pohle, Klaus (* 1960), deutscher Fußballspieler
- Pohle, Konrad (1899–1988), deutscher Mediziner und Hochschullehrer
- Pohle, Kurt (1899–1961), deutscher Politiker (SPD), MdR, MdL, MdB
- Pohle, Leon (1841–1908), deutscher Maler
- Pohle, Lucas (* 1986), deutscher Organist, Kantor und Dirigent
- Pohle, Ludwig (1869–1926), deutscher Wirtschaftswissenschaftler
- Pohle, Markus (* 1965), deutscher Basketballtrainer
- Pohle, Martin (1899–1970), deutscher Maler und Grafiker
- Pohle, Paul (1869–1943), deutscher Lehrer und Geograph
- Pohle, Paul (1883–1933), deutscher Sozialdemokrat, Gewerkschafter, Opfer der Köpenicker Blutwoche
- Pohle, Rolf (1942–2004), deutscher Terrorist der Rote Armee Fraktion
- Pohle, Ronald (* 1960), deutscher Politiker (CDU), MdL
- Pohle, Rudolf (1837–1920), deutscher Bildhauer
- Pohle, Rudolf (1902–1967), deutscher Jurist und Hochschullehrer
- Pohle, Ulrich (* 1915), deutscher Autor
- Pohle, Ursula (1913–1999), deutsche Filmregisseurin und Regieassistentin
- Pohle, Walter, deutscher Bankmanager
- Pohle, Werner (1925–2012), deutscher Politiker (SPD), MdL
- Pohle, Wolfgang (1903–1971), deutscher Wirtschaftsjurist, Industrieller und Politiker der (CDU, CSU), MdB, MdEP
- Pohlen, Annelie (* 1944), deutsche Kunsthistorikerin, Autorin und Ausstellungskuratorin
- Pohlen, Manfred (1930–2024), deutscher Psychoanalytiker und Psychotherapeut
- Pohlen, Peter (1894–1971), deutscher Politiker (CDU), MdL
- Pohlenz, August (1790–1843), deutscher Komponist, Gesangslehrer und Organist, Musikdirektor
- Pohlenz, Bernd (* 1956), deutscher Zeichner und Cartoon-Künstler
- Pohlenz, Hans-Jürgen (1927–2020), deutscher Tierarzt und Politiker (SPD)
- Pohlenz, Max (1872–1962), deutscher klassischer Philologe
- Pohlenz, Volker (* 1956), deutscher Maler
- Pohlenz, Walter (1901–1970), deutscher Grafiker, Zeichner und Maler
- Pohlenz, Walter (1902–1978), deutscher Kriminalbeamter
- Pohlenz, Werner (1908–1982), deutscher Ingenieur und Hochschullehrer
- Pohler, Georg (1913–1997), deutscher Ingenieur
- Pöhler, Heinz (1919–1989), deutscher Politiker (SPD), MdB
- Pohler, Hermann (* 1935), deutscher Politiker (CDU), MdB
- Pöhler, Kerstin Maria, deutsche Regisseurin und Autorin
- Pöhler, Ludwig (1916–1975), deutscher Fußballspieler
- Pohler, Nicolas (* 1995), deutscher Automobilrennfahrer
- Pöhler, Rudolf (1874–1961), deutscher Politiker (SPD), MdL Württemberg-Baden
- Pöhler, Thomas (* 1966), deutscher bildender Künstler
- Pöhler, Volker (* 1953), deutscher Politiker (CDU)
- Pöhler, Werner (* 1949), deutscher Fußballspieler
- Pöhler, Wilhelm (1880–1945), deutscher Gewerkschafter und Politiker (SPD), MdL
- Pöhler, Willi (1934–2023), deutscher Industriesoziologe und Arbeitswissenschaftler
- Pohlers, Conny (* 1978), deutsche FußballspielerinConny Pohlers (* 1978)

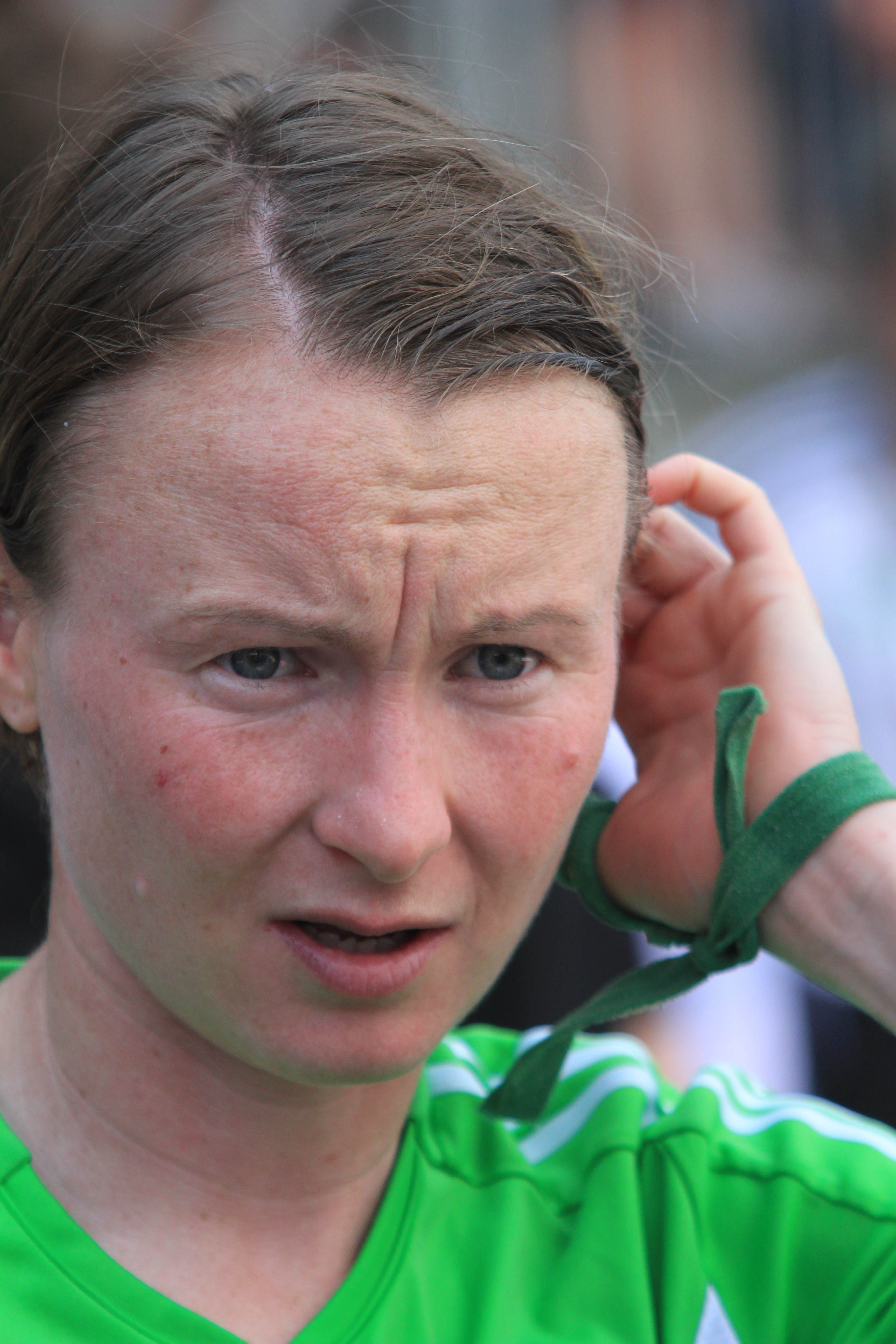
Conny Pohlers (* 1978)

- Pohlers, Dieter (1934–1984), deutscher Maler und Grafiker
- Pohlers, Robert (* 1994), deutscher Tenor und Komponist
- Pöhlert, Jochen (* 1957), deutscher Jazzmusiker und Musikpädagoge
- Pöhlert, Werner (1928–2000), deutscher Jazzgitarrist und -Publizist
- Pohleven, Jure (* 1985), slowenischer Naturbahnrodler

#### Pohlh
- Pohlhammer, Ulrich (1852–1926), deutscher Architekt
- Pohlhausen, Ernst (1890–1964), deutscher Mathematiker

#### Pohli
- Pohlig, Carl Theodor (1841–1921), deutscher Gymnasiallehrer und Kunsterzieher
- Pohlig, Hans (1855–1937), deutscher Paläontologe und Geologe
- Pohlig, Julius (1842–1916), deutscher Ingenieur und Unternehmer
- Pohlig, Julius junior (1870–1942), deutscher Maschinenbauingenieur und Unternehmer
- Pohlig, Karl (1858–1928), deutscher Komponist
- Pohlig, Matthias (* 1973), deutscher Historiker
- Pohling, Andrea (* 1966), deutsche Badmintonspielerin
- Pohlisch, Kurt (1893–1955), deutscher Mediziner und Aktion T4-Gutachter
- Pohlit, Hannes (* 1976), deutscher Komponist, Pianist und Dirigent
- Pohlit, Stefan (* 1976), deutscher Komponist und Musiktheoretiker
- Pöhlitz, Lothar (* 1935), deutscher Sportwissenschaftler, Leichtathletiktrainer

#### Pohlk
- Pohlkamp, Matthew, US-amerikanischer Schauspieler und BMX-Radrennfahrer
- Pohlke, Karl Wilhelm (1810–1876), deutscher Historien-, Genre-, Bildnis- und Landschaftsmaler
- Pohlkötter, Aquina (1885–1943), deutsche römisch-katholische Ordensfrau, Missionarin und Märtyrin

#### Pohlm
- Pohlman, Adolf (1854–1920), deutscher Politiker (Nationalsozialer Verein)
- Pohlmann, Adolf (* 1875), deutscher Lehrer und Schulleiter, Ballonfahrer und Sachbuchautor
- Pohlmann, Alexander (1865–1952), deutscher Politiker (FVP, DDP), MdR
- Pohlmann, Alfred (1848–1927), deutscher evangelischer Geistlicher und Schriftsteller
- Pohlmann, Andreas (* 1959), deutscher Künstler, Kunstwissenschaftler und Gestalter
- Pohlmann, Anthony, deutscher Soldat der Armeen der British East India Company und der Sindia während der Marathenkriege
- Pohlmann, Anton (1829–1891), deutscher Theologe und Politiker, MdR
- Pohlmann, Anton (* 1939), deutscher Unternehmer
- Pohlmann, Beppo (* 1951), deutscher Liedermacher, Texter und KomponistBeppo Pohlmann (* 1951)

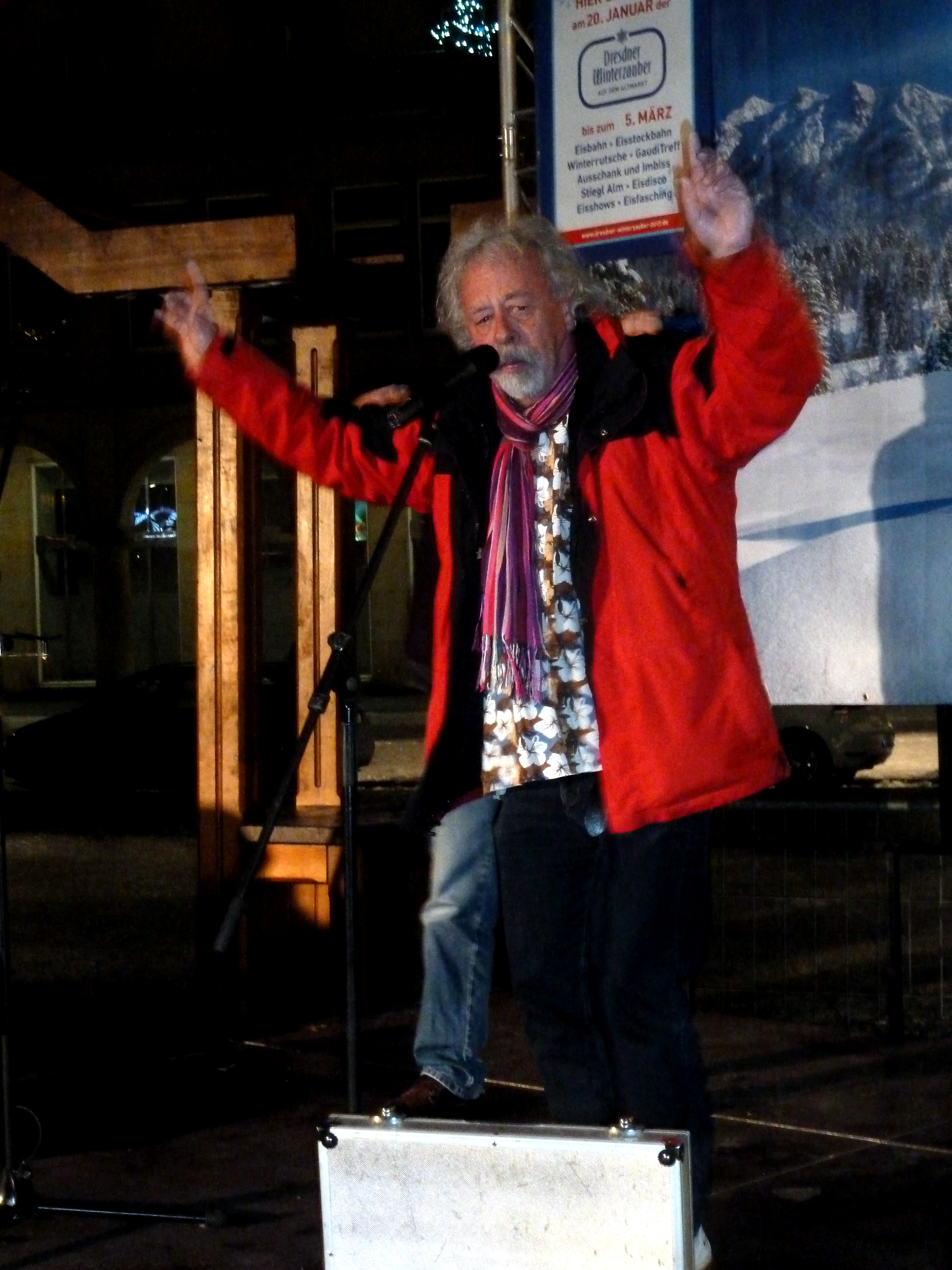
Beppo Pohlmann (* 1951)

- Pöhlmann, Carl (1863–1947), deutscher Jurist und Heimatforscher
- Pohlmann, Carola (* 1960), deutsche Germanistin
- Pöhlmann, Christiane (* 1968), deutsche Übersetzerin und Literaturkritikerin
- Pohlmann, Corinna (* 1989), deutsche Theater- und Filmschauspielerin
- Pohlmann, Dagmar (* 1972), deutsche Fußballspielerin
- Pohlmann, Dirk (* 1959), deutscher Autor, Drehbuchautor und Regisseur von Dokumentarfilmen
- Pohlmann, Eberhard (* 1931), deutscher Jurist und Politiker (CDU), MdB
- Pöhlmann, Egert (* 1933), deutscher klassischer Philologe
- Pohlmann, Emilie († 1875), deutsche Opernsängerin (Sopran)
- Pohlmann, Eric (1913–1979), österreichisch-britischer Theater-, Film- und Fernsehschauspieler
- Pohlmann, Franziska (* 1985), deutsche Regisseurin, Filmproduzentin, Drehbuchautorin und Komponistin
- Pohlmann, Friedrich (* 1950), deutscher Soziologe
- Pöhlmann, Hans (1886–1940), deutscher Lehrer und Politiker
- Pohlmann, Hans (1892–1974), deutscher Theologe und Konsistorialrat der Deutschen Christen
- Pohlmann, Harald (* 1955), deutscher Politiker (CDU), MdL
- Pohlmann, Hartwig (1898–1989), deutscher Offizier und Autor
- Pohlmann, Heinrich (1839–1917), deutscher Bildhauer
- Pohlmann, Henrich Philipp (1758–1836), deutscher Ackermann, Kaufmann, Handelsmann, Richter und Politiker
- Pöhlmann, Horst Georg (1933–2022), deutscher protestantischer Theologe (Systematische Theologie)
- Pohlmann, Ingo (* 1972), deutscher SängerIngo Pohlmann (* 1972)

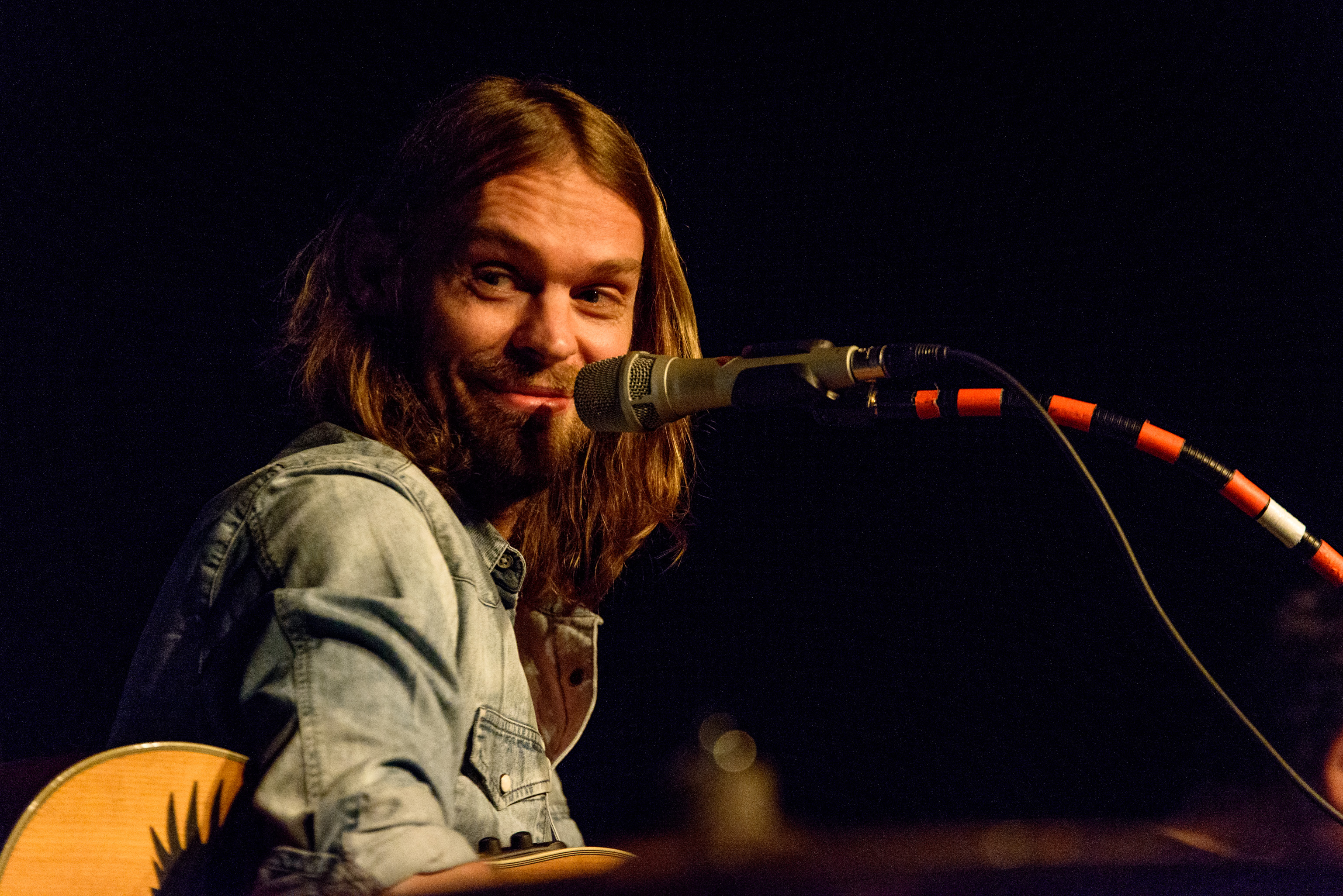
Ingo Pohlmann (* 1972)

- Pohlmann, Jan-Wilhelm (* 1986), deutscher Politiker (CDU), MdL
- Pöhlmann, Johann Paul (1760–1848), deutscher evangelischer Geistlicher und Pädagoge
- Pohlmann, Johannes (1901–1975), deutscher Politiker (CDU), MdL
- Pohlmann, Jonas (* 1996), deutscher Politiker (CDU)
- Pohlmann, Jürgen (* 1953), deutscher DKP-Funktionär und Politiker (SPD)
- Pohlmann, Jutta (* 1968), deutsche Kamerafrau
- Pohlmann, Karl-Friedrich (1941–2023), deutscher evangelischer Theologe und Hochschullehrer
- Pohlmann, Kerstin (* 1972), deutsche Fußballspielerin
- Pohlmann, Kris (* 1977), britisch-deutscher Bluesrock-Musiker
- Pohlmann, Lutz (* 1961), deutscher Fußballschiedsrichter
- Pohlmann, Manfred (* 1955), deutscher Liedermacher
- Pohlmann, Markus (* 1961), deutscher Soziologe und Hochschullehrer
- Pöhlmann, Markus (* 1967), deutscher Militärhistoriker
- Pöhlmann, Matthias (* 1963), evangelischer Theologe und Religionspublizist
- Pohlmann, Norbert (* 1960), deutscher Informatiker
- Pohlmann, Ole (* 2001), deutscher FußballspielerOle Pohlmann (* 2001)

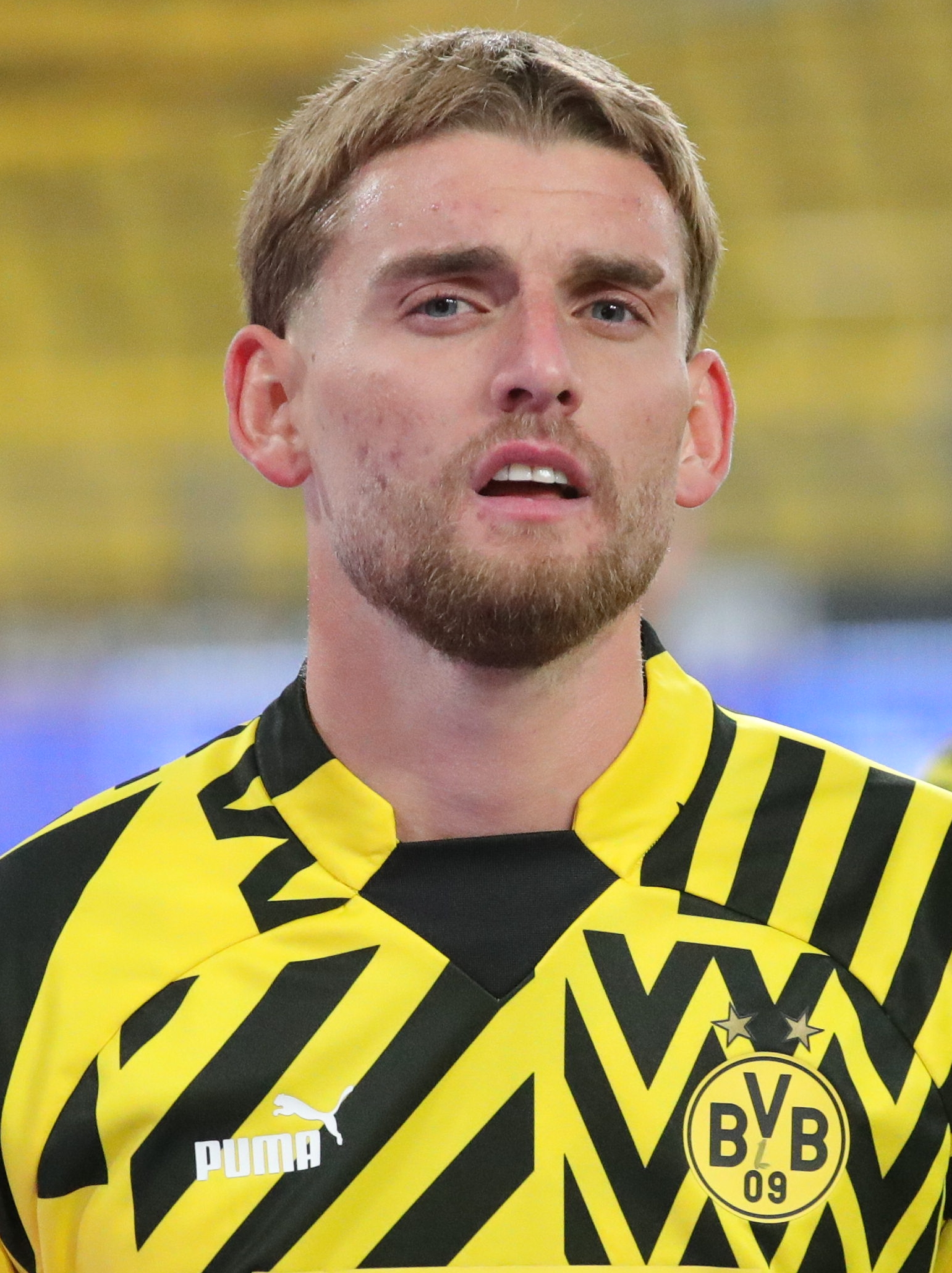
Ole Pohlmann (* 2001)

- Pöhlmann, Olga (1880–1969), deutsche Schriftstellerin und Redakteurin
- Pöhlmann, Otto (1848–1927), deutscher Bezirkspräsident und Politiker, MdR
- Pohlmann, Petra (* 1961), deutsche Juristin
- Pohlmann, Reinhold, deutscher Verwaltungsjurist, Landrat des Kreises Rees, Geheimer Regierungsrat
- Pöhlmann, Rilo (1940–2011), deutscher Sportwissenschaftler und Hochschullehrer
- Pöhlmann, Robert von (1852–1914), deutscher Althistoriker
- Pöhlmann, Siegfried (1923–2000), deutscher Politiker (NPD)
- Pohlmann, Theodor (1830–1888), preußischer Generalmajor und Kommandeur der 17. Infanterie-Brigade
- Pohlmann, Tom (* 1962), deutscher Schriftsteller
- Pohlmann, Wilhelm (1884–1954), deutscher Politiker (WdF, BHE), MdBB
- Pohlmann, Wilhelm (1928–2000), deutscher Politiker (SPD), MdL
- Pöhlmann-Grießinger, Friederike (* 1958), deutsche Regisseurin
- Pohlmeier, Alexandra (* 1960), deutsche Filmemacherin und Produzentin
- Pohlmeier, Erik (* 1971), US-amerikanischer Geistlicher, römisch-katholischer Bischof von Saint Augustine
- Pohlmeier, Heinrich (1922–2014), deutscher Politiker (CDU), MdL
- Pohlmeier, Hermann (1928–1996), deutscher Psychiater und Psychoanalytiker
- Pohlmeyer, Curt (1887–1955), deutscher Offizier, zuletzt SS-Brigadeführer und Generalmajor der Polizei
- Pohlmeyer, Klaus (1938–2008), deutscher Physiker und Hochschullehrer
- Pohlmeyer, Markus (* 1969), deutscher römisch-katholischer Theologe
- Pohlmeyer, Victor (1823–1898), deutscher Ingenieur und Erfinder

#### Pohln
- Pohlner, Jenny (1868–1952), österreichische Sängerin

#### Pohlo
- Pohloudek-Fabini, Roland (1913–1985), deutscher Apotheker und pharmazeutischer Chemiker

#### Pohlr
- Pohlreich, Erol (* 1980), deutscher Rechtswissenschaftler

#### Pohls
- Pöhls, Leon (* 1997), deutscher Fußballtorhüter
- Pöhls, Theresa (* 1981), deutsche Journalistin und ModeratorinTheresa Pöhls (* 1981)

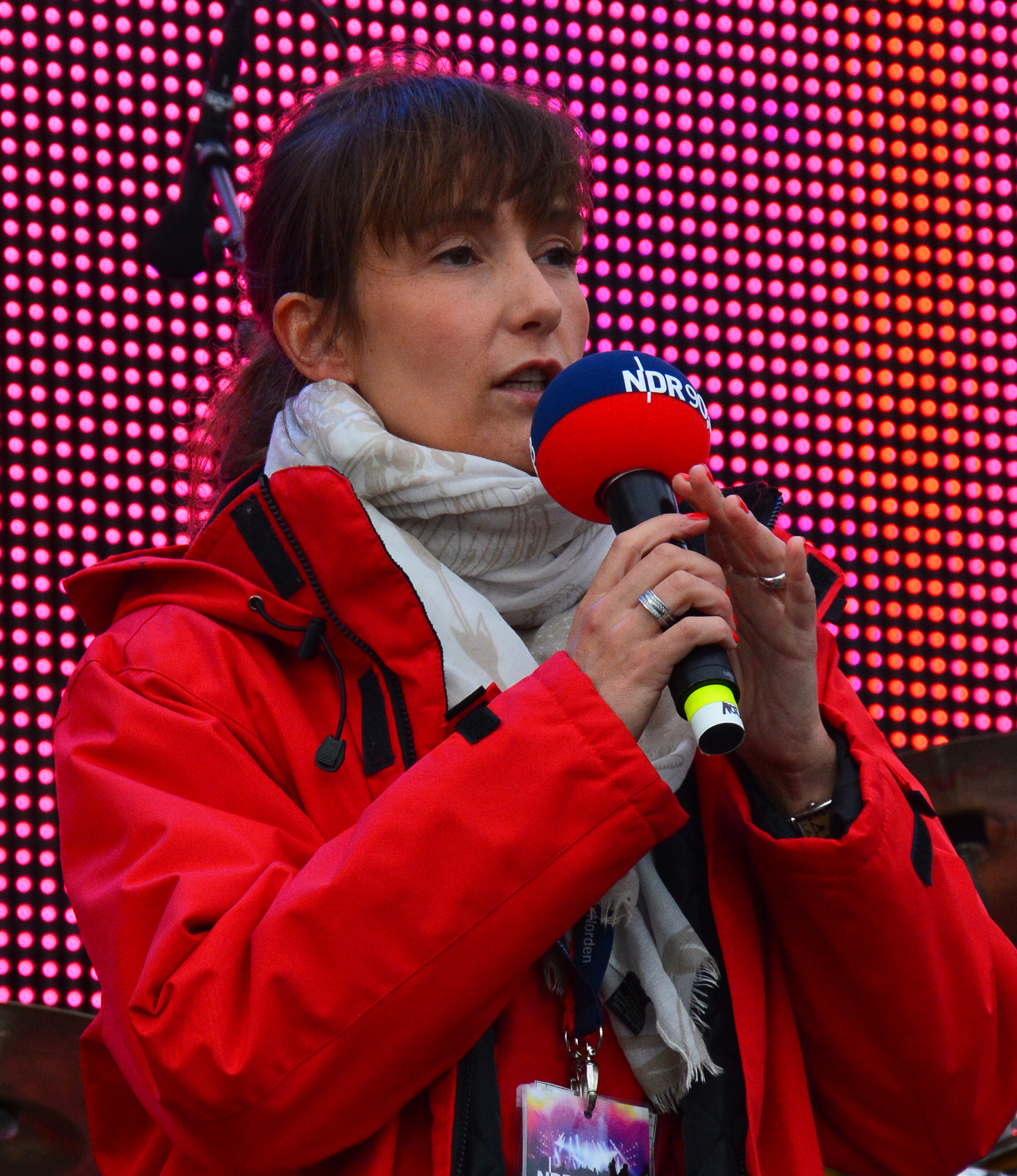
Theresa Pöhls (* 1981)

- Pöhls, Walter (1909–1971), deutscher Politiker (SPD), MdHB, Künstler
- Pöhls, Werner (1890–1977), deutscher Politiker (CDU der DDR), MdV
- Pohlschmidt, Bernhard (1935–2017), deutscher Fußballspieler
- Pohlschmidt, Manfred (* 1940), deutscher Fußballspieler
- Pohlschneider, Johannes (1899–1981), deutscher Geistlicher, römisch-katholischer Bischof von Aachen
- Pöhlsen, Paula (1913–2003), deutsche Kunstturnerin

### Pohm
- Pöhm, Matthias (* 1960), deutscher Rhetorik- und Erfolgstrainer
- Pohmann, Hans-Jürgen (* 1947), deutscher Tennisspieler und Journalist
- Pohmann, Inge († 2005), deutsche Tennisspielerin
- Pohmer, Dieter (1925–2013), deutscher Wirtschaftswissenschaftler

### Pohn
- Pohn, Alex (* 1977), österreichischer Musiker
- Pöhner, Ernst (1870–1925), Polizeipräsident von München
- Pöhner, Hans Georg, Ratsherr und Bürgermeister von Neudek
- Pöhner, Konrad (1901–1974), deutscher Politiker (CSU), MdL, Staatsminister der Finanzen
- Pohnert, Georg (* 1968), deutscher Chemiker und Hochschullehrer
- Pohnert, Karl von (1832–1911), österreichischer Politiker und kaiserlicher Rat
- Pohnert, Ludwig (1885–1964), österreichischer Gymnasialdirektor, Germanist und Autor
- Pohnert-Resch, Rosa (1886–1978), österreichische Gymnasialdirektorin, Germanistin und Autorin
- Pohnetal, Josef (1925–2008), österreichischer Radrennfahrer
- Pöhnitzsch, Karl Erik (* 2001), deutscher Volleyballspieler
- Pohnke, Kurt (* 1925), deutscher Fußballspieler

### Poho
- Pohontsch, Anja (* 1970), sorbische Fernsehmoderatorin und Sorabistin
- Pohoralek, Lenka (* 1982), slowakisch-österreichische Tänzerin
- Pohorilko, Oleksandr (* 2000), ukrainischer Sprinter
- Pohossow, Heorhij (* 1960), sowjetischer Säbelfechter

### Pohr
- Pohrebnjak, Natalija (* 1988), ukrainische Sprinterin
- Pohrt, Wolfgang (1945–2018), deutscher Sozialwissenschaftler und Publizist

### Pohs
- Pohst, Michael (* 1945), deutscher Mathematiker

### Poht
- Pohto, Matti (1817–1857), finnischer Büchersammler

### Pohu
- Pohu, Antoine (* 1999), luxemburgischer Schriftsteller